# Psikyo 1st Generation
Psikyo 1st Generation es una placa de arcade creada por Psikyo destinada a los salones arcade.

## Descripción
El Psikyo 1st Generation fue lanzada por Psikyo en 1993.
Posee dos procesadores: el 68EC020 + PIC16C57 [Optional MCU].
En esta placa funcionaron 5 títulos.

## Especificaciones técnicas

### Procesador
- 68EC020 + PIC16C57 [Optional MCU]

### Audio
- Z80

Chips de Sonido:
- - YM2151
  - 3012
  - UPD7759C
  - Chip de Konami 007232

## Lista de videojuegos
- Battle K-Road
- Gunbird
- Sengoku Ace / Samurai Aces
- Sengoku Blade: Sengoku Ace Episode II / Tengai
- Strikers 1945